# Ritus (křesťanství)
Ritus či obřad je náboženský termín z prostředí křesťanských církví, který označuje celek zvyklostí, liturgických předpisů, právních nařízení, apod. Pojem ritus se nejčastěji používá s ohledem na způsob sloužení bohoslužby. Tento pojem ale zahrnuje také liturgické, teologické, duchovní a právní dědictví, které je charakteristické pro jednotlivé církve a jimi užívanému ritu. Každá křesťanská církev se hlásí k určitému ritu, zároveň je ale možné, aby více církví užívalo jeden společný ritus; v takovém případě tyto církve sdílejí stejnou formu bohoslužby, avšak v teologických otázkách se mohou lišit. Může vztahovat na posvátný obřad (např. pomazání nemocných), který může, ale nemusí mít status svátosti v závislosti na křesťanském vyznání (v římském katolicismu je pomazání nemocných svátostí, zatímco v luteránství nikoli). Toto použití ritu se liší od odkazu na rodiny liturgických ritů, jako jsou např. byzantský a latinský liturgický ritus.

## Rodiny liturgických ritů

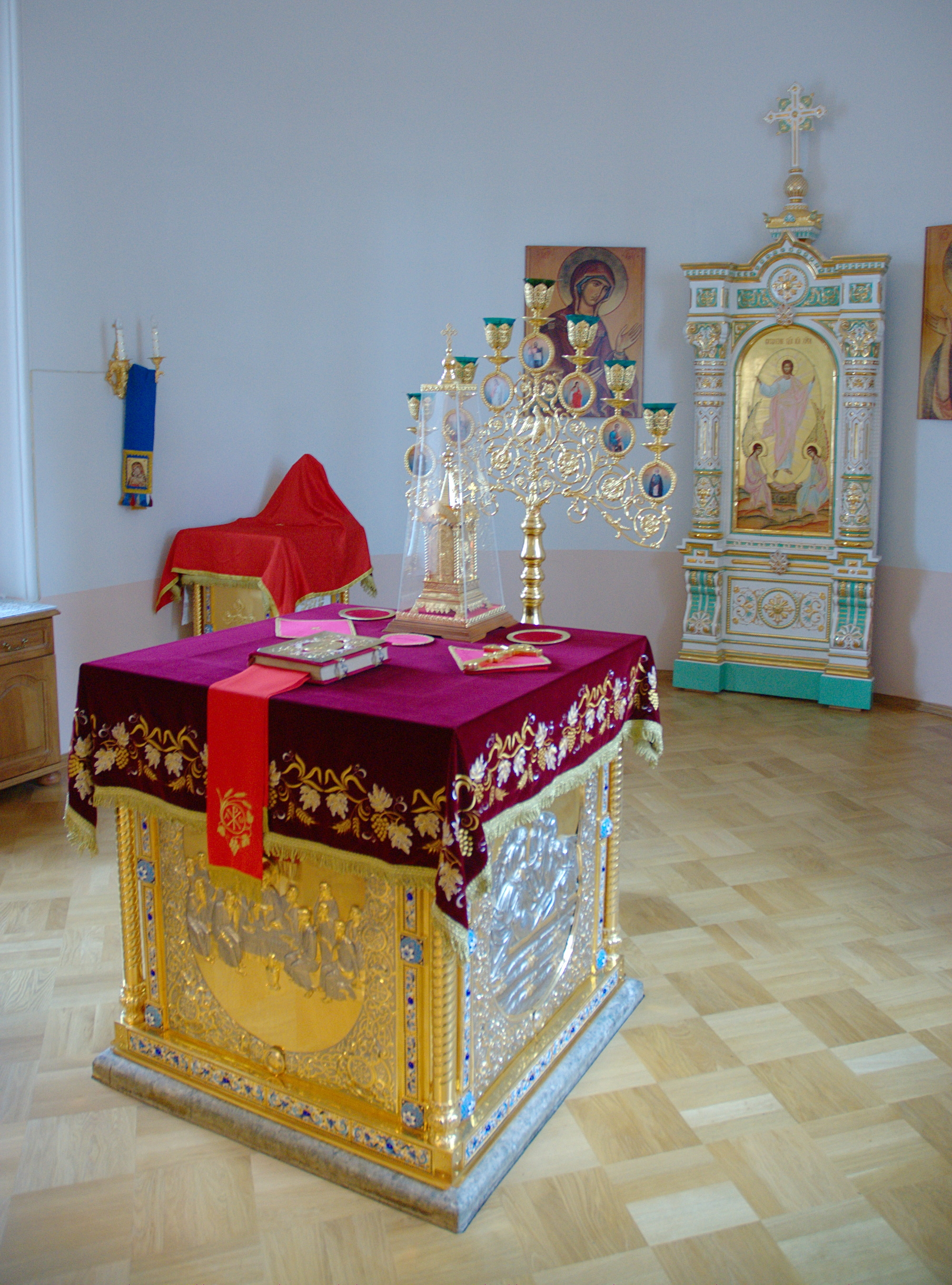
Oltář pro božskou liturgii

Hlavní článek: Rodina liturgických ritů
Každá křesťanská církev je charakterizována jedním ze šesti ritů, z nichž pět je spojeno s východním křesťanstvím, a jeden se západním křesťanstvím. Západní církev používá pro bohoslužbu termín mše, resp. mše svatá. Východní církve používají pro bohoslužbu termín božská liturgie. Z těchto bohoslužeb se pak odvíjejí jednotlivé rity. Tradice rozeznává několik východních božských liturgií:
- liturgie sv. Jana Zlatoústého[1]
- liturgie sv. Marka[2]
- liturgie sv. Jakuba (sv. Justa)[3]
- liturgie sv. Basila Velkého
- liturgie předposvěcených darů sv. Řehoře Dialoga (tj. sv. Řehoře Velikého)

Starobylé východní církve slouží koptskou liturgii sv. Basila.

### Východní liturgické rity
Viz též: Východní katolická liturgie
Ve východních církvích existuje pět hlavních liturgických ritů (rituálů). Jednotlivé církve v rámci jednoho ritu se pak od sebe liší svým kulturním vnímáním daného ritu. Východní liturgie byla blíže lidu díky upřednostňování lidových jazyků a využívání symbolů:
1. alexandrijský ritus s liturgií sv. Marka, koptskou (sv. Cyrila Alexandrijského, Řehoře z Nazianzu, sv. Basila) a etiopskou;
2. arménský ritus, který vzešel z byzantského ritu, obsahuje prvky syrské a latinské liturgie;[4]
3. byzantský ritus (zvaný též konstantinopolský) s liturgiemi sv. Basila, sv. Jana Zlatoústého a předposvěcených darů;
4. východosyrský ritus neboli chaldejský s liturgiemi nestoriánskou, chaldejskou a syromalabarskou;
5. západosyrský ritus neboli antiochijský ritus s liturgií sv. Jakuba, a s melchitskou, jakobitskou a maronitskou liturgií.

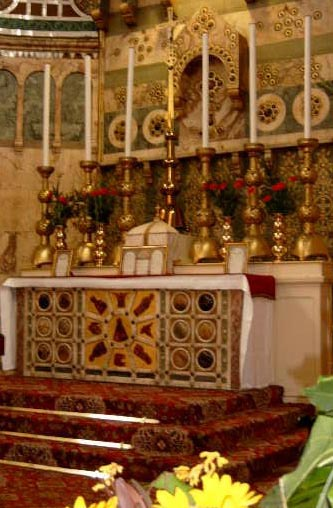
Oltář pro Tridentskou mši (či Mši Pavla VI. slouženou zády k lidem)

### Západní liturgický ritus
Viz též: Latinské liturgické obřady
1. římský ritus, který má svou řádnou formu (lat. forma ordinaria) v podobě Mše Pavla VI. a mimořádnou formu (forma extraordinaria) v podobě Tridentské mše

Tuto západní klasickou liturgii (v různých malých obměnách) užívá více než polovina křesťanů. Jde o vnější projevy víry, označované jako obřady. Jedná se o sociální jednání smyslově dostupné, kde je důležitý i prostor a čas. Společnými prvky shromáždění církve jsou:
- čtení z Bible a výklad (kázání, homilie);
- modlitby: mohou být předem určené i improvizované, individuální, společné a formou mluvenou i zpívanou;
- symbolické úkony: svátosti (např. křest, biřmování, eucharistie, manželství);
- místo konání: především kostel (nebo chrám, svatyně), kde jsou viditelně uspořádána místa pro jednotlivé činnosti a osobu vedoucí obřad.[5]

Mezi rity příbuzné s římským (tj. rity západní) v současnosti patří např. ambrosiánský či mozarabský ritus. Dále kdysi existovaly i jiné západní rity jako např. severoafrický, galikánský či keltský ritus. Části některých západních mnišských řádů zachovávají také své rity, zde patří např. dominikánský či karmelitánský ritus.

## Rity a svátosti

### Katolicismus

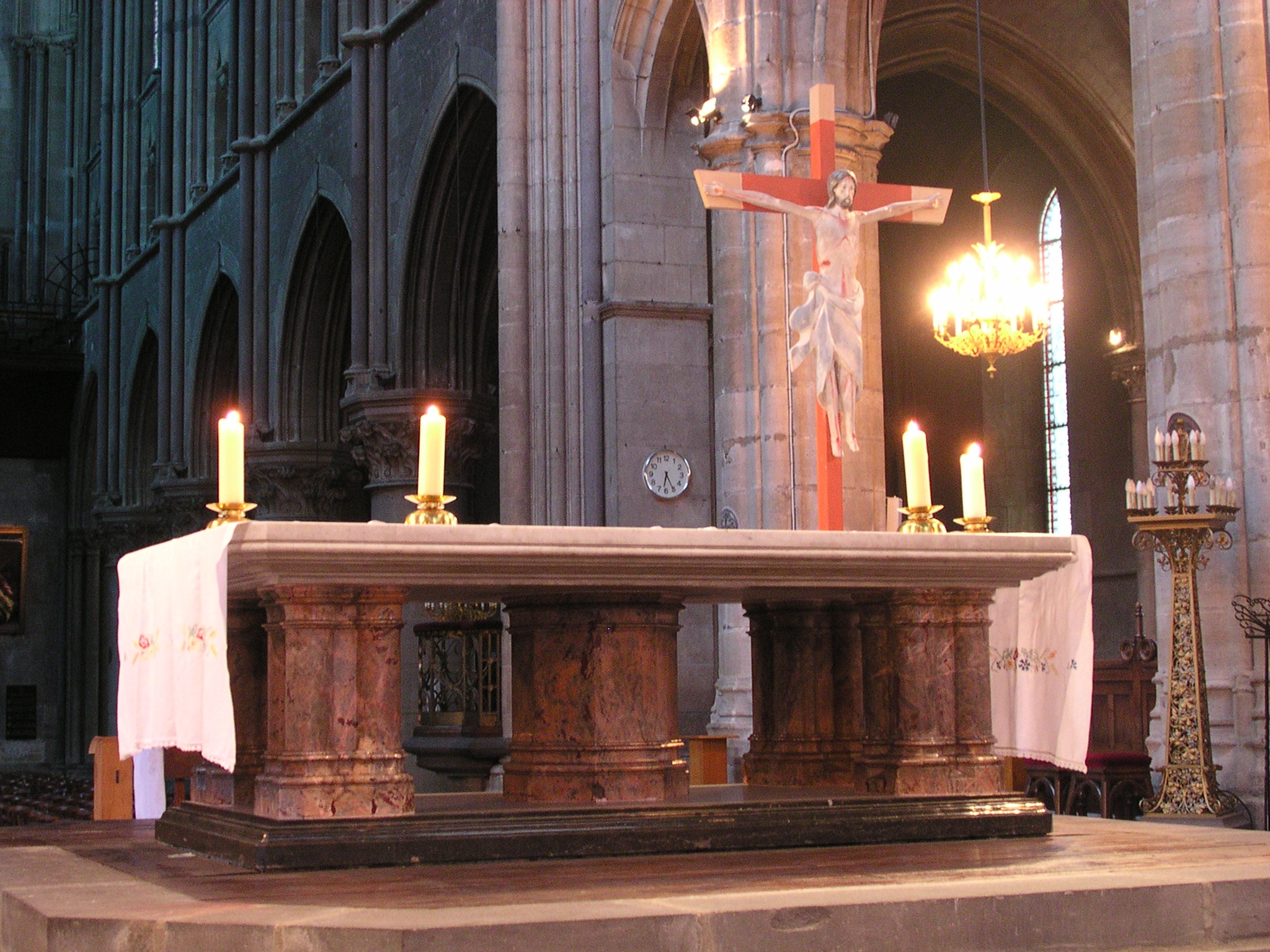
Oltář pro Mši Pavla VI., slouženou čelem k lidem

V katolické církvi se „obřad“ často vztahuje k tomu, co se také nazývá svátost a příslušné liturgie založené na liturgických jazycích a tradičních místních zvycích, stejně jako obřady spojené se svátostmi. V křesťanském katolicismu je například svátost pomazání nemocných/poslední pomazání jedním ze svátostných obřadů, protože se udělují někomu, kdo umírá nebo umíral. Dalšími jsou svátost smíření a eucharistie (podávaná jako viatikum v případě umírajícího). Od Druhého vatikánského koncilu se pomazání nemocných uděluje těm, kteří jsou vážně nemocní, ale nejsou nutně v bezprostředním nebezpečí smrti. Dalším příkladem je obřad křesťanské iniciace dospělých. Termín „ritus (obřad)“ se začal hojně používat po Druhém vatikánském koncilu. Ačkoli se „obřad“ často spojuje s přijetím „svátosti“, je technicky nesprávné říkat, že člověk přijal „obřad“, protože svátost je to, co se přijímá při obřadu. Obřad se skládá z modliteb a úkonů, které vysluhovatel svátosti při udělování svátosti provádí. Proto je nesprávné říkat, že se někomu dostalo „posledních obřadů“, protože tento člověk skutečně přijal „poslední svátost“, a to služebníkem při obřadu, který vykonal „svátostný obřad“.

### Protestantismus
V mnoha protestantských křesťanských denominacích se slovo obřad často používá právě pro důležité obřady, které nejsou považovány za svátosti nebo ordinaci. V 39 článcích anglikánského společenství a v článcích náboženství metodistické církve se uvádí, že „existují dvě svátosti, které Kristus, náš Pán, ustanovil v evangeliu, a to křest a večeře Páně.“ V anglikánské a metodistické tradici se proto za obřady považují: „biřmování, smíření (vyznání hříchů), manželství, svěcení a pomazání nemocných“. Podobně „obřady moravské církve jsou biřmování, manželství a svěcení.“ V luteránské tradici se za luteránské svátosti považují křest, svatá eucharistie a zpověď s rozhřešením, zatímco biřmování, pomazání nemocných, manželství a svěcení jsou obřady. Pokud jde o liturgii, západní luterské církve používají obřady založené na Formula Missae, zatímco východní luterské církve používají byzantský obřad.